# Domenico Giacobazzi
Domenico Giacobazzi (Roma, 1444 - ib, 1527) fue un jurista y eclesiástico italiano. 

## Biografía
Perteneciente a una familia del patriciado romano y doctorado en derecho civil y canónico, en 1485 sacó plaza como abogado consistorial, y ocho años después Alejandro VI le nombró juez del Tribunal de la Rota, en el que llegó a ser decano. 
En tiempos de Julio II fue canónigo de San Pedro en 1503, referendario de la Signatura apostólica en 1504, rector de la Universidad de Roma en 1505, obispo de Nocera de los Paganos desde 1511 hasta que renunció en favor de su hermano Andrea seis años después, participante en el V concilio lateranense, presidente del arquigimnasio de Roma y vicario del papa. 
León X le creó cardenal en el consistorio del 1 de julio de 1517 con título de San Lorenzo en Panisperna, que retuvo in commendam para tomar también el de San Bartolomeo all'Isola, que posteriormente cambió por el de San Clemente. Fue administrador apostólico de Cassano desde 1519 hasta que la cedió a su sobrino Cristoforo en 1523, participó en el cónclave de 1521-1522 en que fue elegido papa Adriano VI y en el de 1523 en que lo fue Clemente VII, y ofició como Camarlengo del Colegio Cardenalicio desde enero de 1527. Dejó escrito un tratado sobre la historia, organización y autoridad de los concilios, que fue publicado después de su muerte. 
La fecha exacta de su fallecimiento no está clara: tras los disturbios acaecidos durante el saco de Roma, murió en esta ciudad en 1527 o 1528 con cerca de 84 años de edad; tampoco está claro si fue sepultado en la iglesia de San Eustaquio, en la de San Eusebio o en la de San Trifón.